# Caroline Hellwig
Caroline Hellwig (* 1994) ist eine deutsche Schauspielerin.

## Leben
Caroline Hellwig lernte Klavier und Gitarre, von 2006 bis 2009 besuchte sie die Stagefactory in Berlin, von 2009 bis 2011 erhielt sie Gesangsunterricht. 2011 wirkte sie in Magic Fonds und Als Opa ein kleiner Junge war am Jugendclub des Deutschen Theaters Berlin und 2013 unter der Regie von Tobias Rausch in Fluchtpunkt Berlin mit. 2016 spielte sie unter Tobias Rausch am Staatsschauspiel Dresden in Wind.Mühlen.Flügel.
Für ihre Darstellung der Ingrid St. Clair im Kurzfilm Take My Breath Away (2017) von Gloria Endres de Oliveira wurde sie am Southampton International Film Festival 2018 in der Kategorie Leading actress in a short nominiert. In der Literaturverfilmung Wir sind doch Schwestern von Till Endemann war sie 2018 in der Rolle der jungen Hiltrud Janssen zu sehen, neben Claudia Geisler-Bading und Hildegard Schmahl, die die Hiltrud in höherem Alter darstellten. Ebenfalls 2018 war sie im ARD-Zweiteiler Aenne Burda – Die Wirtschaftswunderfrau als Eva Schneider sowie im Musikvideo zum Lied Legenden von Max Giesinger zu sehen.
Im ARD-Fernsehfilm Hartwig Seeler – Gefährliche Erinnerung mit Matthias Koeberlin in der Titelrolle spielte sie 2019 die Rolle der Evelyn. Außerdem drehte sie 2019 für den Fernsehfilm Louis van Beethoven an der Seite von Anselm Bresgott in der Titelrolle, in dem sie Rolle der Eleonore von Breuning verkörperte. Im Juli 2020 stand sie für Dreharbeiten zum ARD-Märchenfilm Helene, die wahre Braut aus der Reihe Sechs auf einen Streich vor der Kamera, in dem sie neben Tanja Schleiff als ihre Stiefmutter Gertrud und Stefan Gorski als Prinz Lassmann die Titelrolle übernahm.

## Filmografie (Auswahl)
- 2016: Einzimmerwohnung (Kurzfilm)
- 2017: Take My Breath Away (Kurzfilm)
- 2018: Max Giesinger: Legenden (Musikvideo)
- 2018: Wir sind doch Schwestern (Fernsehfilm)
- 2018: Aenne Burda – Die Wirtschaftswunderfrau (Fernsehfilm)
- 2019: Hartwig Seeler – Gefährliche Erinnerung (Fernsehfilm)
- 2020: Louis van Beethoven (Fernsehfilm)
- 2020: Sechs auf einen Streich: Helene, die wahre Braut (Fernsehfilm)
- 2023: Morden im Norden (Fernsehserie, Serienspecial Am Abgrund)
- 2024: Tatort: Zerrissen (Fernsehreihe)
- 2024: Brüt (Miniserie)
- 2024: 30 Tage Lust (Miniserie)